# Димитрије Путниковић
Димитрије Ј. Путниковић (Касидол, 1859 — Београд, 1910) био је оснивач Педагошког музеја у Београду, иницијатор оснивања грађанских школа у Србији, учитељ, педагог, народни просветитељ, просветно педагошки прегалац, уредник часописа „Учитељ“, оснивач и уредник листа за децу „Мала Србадија“, веома плодан аутор многих уџбеника и књига за децу.

## Живот и рад
Димитрије Путниковић (надимак Дишко) је рођен у Касидолу 6. фебруара 1859. године (19. по старом календару), у тадашњем Пожаревачком округу у свештеничкој породици. Основну школу је завршио у месту Смољинац 1869. године, а четири разреда гимназије у Пожаревцу 1873. Школовање наставља у пожаревачкој Земљоделско-шумарској школи. Када се 1875. године отворила Учитељска школа у Београду, Путниковић прелази у други разред ове школе, да би као ђак прве генерације матурирао 1880. године.
Путниковић је за време свога релативно кратког живота био пре свега учитељ учитеља, узор какав треба бити предавач и васпитач, како се треба волети свој народ и земља, како проучавати и подучавати децу, стварати за њих и откривати њихове могућности и трасирати им путеве будућности. Имао је веома широк спектар интересовања, а бавио се истраживањима методике, дидактике, андрагогије, педагогије, педагогије слободног времена, школске хигијене и писао уџбенике и књижевност за децу. Бавио се методиком васпитног рада, питањима педагошког такта у односу према ученицима који нарушавају дисциплину и друге норме понашања. Пратио је сва друштвена збивања свога доба и често, веома оштро коментарисао негативне појаве у друштву.
- Димитрије Путниковић испред породичне куће у Београду (ул. Мутапова 59)
- Насловна страна публикације о Грађанским школама у Србији.
- Уверење о постављењу на место учитеља у Прокупљу и Грађанској школи у Београду.

### Просветно педагошки рад као учитељ
Школске 1880/1881. године постављен је за учитеља у Прокупљу. Тамо се жени својом колегиницом Надом и рађа им се ћерка Љубица. Након Прокупља прелази у Жабаре (Крагујевачке) одакле је због Надине болести на лични захтев премештен у Београд. Убрзо после преласка у Београд, умире му жена Нада. У Београду се други пут жени Катарином (девојачки Николић) и са њом има троје деце Миодрага, Милоша и Даницу.
У Београду службује у основним школама на Западном Врачару, Теразијама, Јалији, код Саборне Цркве, на Чубури, Источном Врачару, Дунавском кеју и Савинцу. После успешног службовања у Београду постављен је за учитеља и управитеља Дома за сироту и напуштену децу у Прову округ Шабачки.
Као млад учитељ у Прокупљу, Путниковић је у својој 26. години ушао у просветну проблематику, анализирајући сопствени педагошки рад применом дидактичких принципа. У једном од својих првих радова „Практично предавање“ објављеном у „Учитељу“ 1885. године износи и анализира процес описмењавања поткрепљујући га примерима из праксе и инсистира на активном учешћу ђака у том процесу.
Израда домаћих задатака је такође био проблем који је заокупљао пажњу Д. Ј. Путниковића. Он у свом раду под насловом „Домаћи задаци“ објављеном у „Учитељу“ 1890. године износи јасан став да се наставни програм мора обрадити на часу, а да се слободно ђачко време уместо на домаће задатке користи за игру, разоноду и рад у кући. У овом раду он напомиње да беспосличарење и доколица кваре, како децу тако и људе.
У време када је Путниковић службовао физичке казне (шамарање, пацке, клечање, стајање у ћошку) обилато су коришћене као васпитно средство у школама. Овом проблему је посветио рад „Школске казне“ објављеном у „Учитељу“ 1894/95. године и објашњава их са хуманог и педагошко-васпитног становишта. Кроз сопствено искуство учитеља и управника Дома за незбринуту децу, у целодневном посматрању штићеника и комуницирању са њима, Путниковић даје примере и методику кажњавања која се показала као успешна, а да мере физичког кажњавања нису употребљаване.
Д. Ј. Путниковић је стално пратио збивања у просвети европских земаља Француске, Немачке, Енглеске, Швајцарске, Шведске, Аустроугарске, Чешке,(говорио је руски и чешки, а служио се француским и немачким језиком) и трудио се да реформише српско школство у складу са најсавременијим европским достигнућима у овој области. Често је указивао на школство Чешке и Шведске, на значај квалитетних уџбеника, промену односа према ученику, учењу и школском васпитању. Најзначајнији његов допринос у реформи српског школства је увођење Грађанских школа. У свом раду „Грађанске школе у Србији“ објављеном у „Трговинском гласнику“ у наставцима, а касније објављена као посебна публикација, одговара противницима ових школа (углавном су то били конзервативни политичари тога доба) и износи став да је неопходно образовати људе за занимања потребна привреди и администрацији. Попут правих просветитеља, Д. Ј. Путниковић се залагао за подизање нових школа наменски зиданих, са светлим и пријатним учионицама и образованим педагозима. Био је један је од иницијатора градње школе поред храма Светог Саве, у тренутку његове градње, истичући да је Свети Сава био и просветитељ, поред тога што је био световна личност.
Без обзира на све послове којима се бавио, Д. Ј. Путниковић се од почетка свога рада па до пензионисања бавио учитељским послом од кога се на кратко одвајао само када га је болест у томе спречавала.

### Оснивач школског музеја
На иницијативу тадашњег министра просвете и вера Андре Ђорђевића 1894/95. године, влада шаље Путниковића у Праг са циљем да проучи организацију и уређање просветног система Чешке. Посебну пажњу Путниковићу је у Чешкој привукла очигледна настава и наставна средства. Схватио је што је касније говорио и писао:
да се у пракси показало, да без наставних средстава учитељ само намучи и себе и ђаке своје, а опет му је успех несигуран.
Када се вратио у земљу дошао је на идеју да се у Београду оснује Школски музеј као референтна установа за перманентно образовање учитеља и унапређивање очигледне наставе. Учитељско удружење је 24. новембра 1896. године на седници Главног одбора донело одлуку да „прима Школски музеј као своју установу“, бира управу Школског музеја (данас Педагошки музеј у Београду) на челу са Димитријем Путниковићем као оснивачем.
До отварања прве изложбе, 3. августа 1898. године у просторијама основне школе на Западном Врачару, настала велика и интензивна активност око формирања и организације музеја, обезбеђење простора, прикупљања и формирања збирки. На изложби је било приказано око 3.500 експоната, а формиран је и фонд од 5.000 динара за пословање музеја, захваљујући донацијама просветних институција из Чешке, Аустроугарске, Немачке, Француске, Русије, Белгије, Румуније и Бугарске. Иако су збирке овог музеја потпуно уништене у току оба светска рата музеј је обнављан и данас постоји као Педагошки музеј у Београду
- Извештај о раду Школског музеја у Београду за прве три године.
- Зграда Педагошког музеја у Београду данас.
- Спомен плоча на згради Педагошког музеја у Београду посвећена Д. Ј. Путниковићу.

### Писац уџбеника и књига за децу и омладину
Мада се Д. Ј. Путниковић углавном спомиње као оснивач Школског, сада Педагошког музеја у Београду он је био веома плодан писац уџбеника и књига за децу. Иако је умро у 51. години живота (1910), у стваралачки најзрелијем добу, Димитрије Ј. Путниковић је за собом оставио богат опус од 88 књига, од којих су најбројнији буквари, читанке и остали уџбеници. Први уџбеник је написао већ 1882. године дакле смо после две године учитељског стажа. О значају и вредности Путниковићевих уџбеника најречитије говори чињеница да су му се књиге штампале и користиле у школама све до 1937. године, значи 27 година након његове смрти. Неке Путниковићеве публикације су доживеле преко четрдесет издања.
Књижевности за децу се у Србији крајем 19. века поклањало мало пажње. Међутим, снажним утицајем дечје књижевности Јована Јовановића - Змаја, која је пристизала из Новог Сада побудила је развој овог књижевног рода и у нас. У овој области се огледа и Д. Ј. Путниковић својим првенцем „Ђаковање царовање“ који је из штампе изашао 1894. године. Пошто је прво издање распродато, 1896. године се штампа друго издање ове књиге са врло ласкавим критикама. Овим књижевним родом се г. Путниковић бавио све до своје смрти. Радио је то из задовољства али и обавезе према српском младом нараштају.

### Уредник и сарадник часописа
Димитрије Ј. Путниковић се потврдио и у уређивачком послу, најпре у Малој Србадији часопису за децу и омладину у којој је уредник 1886—1887. године, а у периоду од 1891 до 1894. године био уредник часописа Учитељ органа Учитељског удружења. Својим радом дао је лични допринос квалитету овог листа. Своју генерацију учитеља је подстицао да сарађује у листу, инсистирајући на актуелности и темама, превасходно из просвете, које и чести и нису биле баш пријатне. Био је аутор великог броја чланака о темама из праксе, струке и науке, писао је расправе, приказе, рецензије и слично. Сарађивао је у следећим часописима тога доба (непотпун списак): „Београдски дневник“, „Борба“, „Дубровник“ (из Дубровника), „Исток“, „Мале новине“, „Мали журнал“, „Народ“, „Наша школа“, „Нови васпитач“, „Новинар“, „Омладина“, „Одјек“, „Политика“, „Просвета“ (из Крагујевца), „Просветни гласник“, „Самоуправа“, „Слобода“, „Србобран“ (из Загреба), „Српче“, „Српски лист“ (из Задра), „Светлост“, „Школски радник“, „Штампа“, „Трговински гласник“, „Учитељ“, „Васпитач“, „Вечерње новости“, „Невен“, „Зорица“ и „Звезда“.

## Колико је Д. Ј. Путниковић актуелан данас?
Наводе се неколико запажања Д. Ј. Путниковића изнетих у чланцима "Какав је данас наш патриотизам" Трговачки гласник 12.02.1904. године и "Модерне апсане" Учитељ 1898. год.

### Вишепартијска држава
Подељени партијски боримо се за власт и господство, а груписани сталешки, сваки се сталеж улогорио и ушанчио, па одатле јуришамо на своју „драгу отаџбину“, те да сваки сталеж што више јој одадере са голих костију своје исцеђене отаџбине.

### Државне финансије
Пола милијарде јавног државног дуга и близу толико личног, приватног дуга. Двадесет пет милиуна ануитета годишњег у злату на туђе капитале, које смо под бездушним условима позајмили, и можда толиког интереса на приватне дугове у земљи и на страни - то је обележје нашег финансијског стања данашњег.

### Одбрана земље
И да ли нема и међу нашим војсковођама понеки за кога је претежније хоће ли он примити и велику плату и све додатке, или му је претежније да ли отаџбина има довољно фишека, а топови довољну запрегу у овим данима, када се може изнети на решавање и наш опстанак, и наше плате и додаци?

### Просвета
"... државу која се стара да има модеран завод за робијаше, а не сматра да има модерну школу за напуштену децу .... За обичну децу обичне школе, за децу напуштену нарочити заводи, нарочите школе интернатски уређене. Дајте такве школе, да не морате подизати и издржавати одвратне тамнице!"

## Како смо му се одужили?
- Обележја на згради Педагошког музеја у Београду (рељеф и спомен плоча),
- одлуком Скупштине града Београда од 29.11.2006. године улица у насељу Борча названа је по Димитрију Путниковићу,
- Педагошки музеј је 2007. године издао Библиографију објављених радова Д. Ј. Путниковића,
- ПТТ Србија је штампала поштанску марку у поводу обележавања 150-то годишњице рођења Д. Ј. Путниковића и 111-то годишњице оснивања педагошког музеја у Београду,
- овај чланак је посвећен стогодишњици његове смрти.
- Остају отворена питања: Када ће бити написана монографија о Д. Ј. Путниковићу? и Када ће нека школа или просветна институција понети његово име?